# Eutelsat OneWeb
Eutelsat OneWeb (offiziell Network Access Associates Ltd.) ist ein Kommunikationsinfrastrukturunternehmen mit Sitz in London. Das 2012 gegründete Unternehmen begann 2019 mit dem Aufbau der OneWeb-Satellitenkonstellation, einem Netzwerk von erdnahen Minisatelliten für den privaten Internetzugang. Im September 2023 fusionierte OneWeb mit Eutelsat zu Eutelsat OneWeb, einem Tochterunternehmen der Eutelsat Group.

## Geschichte
OneWeb wurde 2012 von dem US-Amerikaner Greg Wyler unter dem Namen WorldVu mit rechtlichem Sitz auf der britischen Kanalinsel Jersey gegründet und US-amerikanischen Niederlassungen in McLean (Virginia) sowie in Florida und Kalifornien. Ziel war es, auch an entlegenen Orten ohne terrestrischen Breitbandzugang einen Zugang zu Internetkommunikation bereitzustellen. Ab 2020 sollte das Netzwerk schrittweise in Betrieb gehen. Die Satelliten sollten mit den Raketen Sojus, LauncherOne, Ariane 6 und New Glenn gestartet werden. WorldVu war ab 2018 innerhalb des OneWeb-Konzerns eine Zwischenholding für das operative Geschäft.
Wyler hatte 2007 bereits O3b Networks gegründet, den Betreiber des O3b-Satellitennetzes. OneWeb investierte 2015 über 500 Millionen US-Dollar in Startvereinbarungen mit Virgin Galactic und Arianespace. Im Juni 2015 schloss OneWeb nach einer Ausschreibung zwischen US-amerikanischen und europäischen Herstellern eine Vereinbarung mit Airbus Defence and Space über den Bau seiner Breitband-Internet-Satelliten; im Dezember 2016 wurde bekannt, dass der japanische Technologiekonzern Softbank 1 Mrd. US-Dollar im Rahmen einer Finanzierungsrunde in das Unternehmen investiert hatte. Im Februar 2017 gab OneWeb bekannt, dass aufgrund eines Joint Ventures mit Gogo Inflight Internet und Intelsat die gesamten Satellitenkapazitäten bereits bei der Markteinführung ausgeschöpft sein werden, weshalb Wyler plante, das Netzwerk um 1972 zusätzliche Satelliten zu erweitern.
Fusionsverhandlungen mit Intelsat wurden im Juni 2017 abgebrochen.
Für die Serienfertigung der Satelliten wurde in Zusammenarbeit mit Airbus eine eigene Fabrik im Gewerbegebiet „Exploration Park“ am Kennedy Space Center in Florida errichtet. Ende 2018 entschied OneWeb aus finanziellen Gründen, die geplante Konstellation von 900 auf zunächst 600 Satelliten zu verkleinern. Zudem stornierte das Unternehmen den Großteil des Startauftrags bei Virgin, was zu einem Rechtsstreit führte. Anfang 2019 schloss das Unternehmen erneut eine erfolgreiche Finanzierungsrunde unter Führung des japanischen Technologieinvestors Softbank, an der sich unter anderem auch die mexikanische Salinas-Gruppe, der amerikanische Technologiekonzern Qualcomm und die Regierung von Ruanda beteiligten und 1,25 Mrd. US-Dollar in das Unternehmen investierten. Die Eigenkapitalfinanzierung seit Gründung summierte sich zu dem Zeitpunkt auf 3,4 Mrd. US-Dollar.
Im Mai 2019 erreichte der erste Satellit seine Umlaufbahn.
Die ersten sechs Testsatelliten wurden im Februar 2019 gestartet, weitere 68 Anfang 2020. Ende März 2020 meldete das Unternehmen jedoch Insolvenz an, nachdem es dem Unternehmen während der Covid-19-Pandemie nicht gelungen war, das nötige Kapital für die Fertigstellung der Konstellation einzuwerben und ein Überbrückungskredit durch den ebenfalls angeschlagenen Investor Softbank nicht zustande kam. Das Unternehmen stellte sich unter Gläubigerschutz nach Chapter 11 des US-Insolvenzrechts und gab an, bis zu einem möglichen Verkauf das operative Geschäft weitgehend fortführen zu können. Dabei blieb unklar, inwieweit die bisherigen Pläne noch verwirklicht werden können.
Am 3. Juli 2020 wurde bekannt, dass Oneweb von einem Konsortium um den indischen Konzern Bharti Global Limited und der Regierung des Vereinigten Königreichs übernommen werden soll. Diese stellten 1 Mrd. USD zur Verfügung, um den Geschäftsbetrieb von Oneweb wieder aufzunehmen. Die Genehmigung des zuständigen Insolvenzgerichts stand zu diesem Zeitpunkt noch aus.
Im September 2020 gab Oneweb bekannt, sich mit Arianespace auf einen neuen Startkontrakt geeinigt zu haben. Er ersetzte die bisherigen Planungen und sah zunächst 16 Starts mit einer Sojus-2-Rakete im Zeitraum 2020–2022 vor. Pro Start sollten 34–36 Satelliten ins All befördert werden. Der erste Start war für Dezember 2020 geplant.
Am 2. Oktober 2020 bestätigte das US-Insolvenzgericht den Reorganisationsplan von OneWeb und stimmte dem Verkauf von Oneweb an das britisch-indische Konsortium zu. Im Dezember 2020 startete das Nachfolgeunternehmen 36 weitere Satelliten.
Nach dem russischen Überfall auf die Ukraine im Februar 2022 fanden keine Oneweb-Satellitenstarts von Arianespace mit russischen Sojus-Trägerraketen mehr statt. Ab Oktober 2022 wurden Oneweb-Satelliten mit dem indischen Launch Vehicle Mark 3 und ab Dezember 2022 mit der amerikanischen Falcon 9 gestartet. Im Juli 2022 kündigte OneWeb an, man werde mit dem französischen Satellitenbetreiber Eutelsat fusionieren. Am 28. September 2023 gaben OneWeb und Eutelsat bekannt, dass ein Zusammenschluss aus den beiden Unternehmen gegründet wurde, Eutelsat OneWeb, fortan ein Tochterunternehmen der Eutelsat Group. Damit wurde die Satellitenkonstellation von OneWeb im Low Earth Orbit (LEO) um die Satelliten im Geostationären Orbit (GEO) von Eutelsat ergänzt.

## Netzabdeckung
In der aktuellen Satellitenkonstellation mit 588 Satelliten (Stand 2023) ist grundsätzlich die Kommunikation mit einem OneWeb-Satellit von jedem Standort auf der Erdoberfläche mit freier Sicht zum Himmel möglich. Damit eine einwandfreie, unterbrechungsfreie Kommunikation mit dem vollständig realisierten OneWeb-Satellitennetzwerk gewährleistet ist, muss das Endgerät generell rundherum uneingeschränkte Sicht zum Himmel ab einem Höhenwinkel von 45° aufweisen. Befindet sich ein Objekt in der ersten Fresnelzone und stört die Sichtverbindung vom Endgerät zum OneWeb-Satelliten, kann ein Empfangsausfall die Folge sein. In der ersten Fresnelzone sollten sich keine Sträucher, Bäume, Felsen, Haus- und Hüttenwände befinden.  Die Konstellation sollte auf eventuell bis zu 6.372 Satelliten ausgebaut werden.
Aktuell ist Starlink neben Iridium das einzige, aktive kommerzielle Satellitennetzwerk (Stand 2023) mit einer vollständigen und zeitlich unbeschränkten Netzabdeckung der Polkappen. OneWeb und Starlink nutzen jedoch mit dem Ku-Band ein Frequenzband für die Satellitenkommunikation, welches wesentlich durch die Erdatmosphäre gestört werden kann. Die Polkappen werden im praktisch störungsfreien L-Band nur über das Iridium-Satellitennetzwerk versorgt. Aufgrund der polaren Satellitenumlaufbahnen ist die Versorgungsdichte in den Polarregionen besonders hoch. Für eine unterbrechungsfreie OneWeb-Kommunikation benötigt man in den Polarregionen daher weniger freie Sicht zum Himmel als am Äquator. In den Polarregionen ist die Versorgungsdichte mit OneWeb-Satelliten deutlich höher als mit Starlink-Satelliten. Deshalb ist OneWeb besser geeignet für die Realisierung eines Internetanschlusses in der Polarregion als Starlink. Mit einer Smartphone-App zum Satellitentracking kann der aktuelle Standort des Satelliten am Himmel berechnet werden. Zur Berechnung des aktuellen Satellitenstandorts benötigt die Satellitentracking-App aktuelle TLE-Daten.
Da die OneWeb-Satelliten keinen Kontakt untereinander haben, können nur Daten per Satellit übermittelt werden, wenn sich in der Ausleuchtungszone des jeweiligen Satelliten gleichzeitig eine Bodenstation befindet. So muss sich bei OneWeb im Umkreis von rund 2900 km ein Gateway befinden, damit das Satellitennetzwerk genutzt werden kann. OneWeb-Satelliten halten bei fehlender Richtfunkverbindung zu einer Bodenstation keine zu übermittelnden Daten in einem Datenspeicher vor, bis wieder eine Verbindung zu einer Bodenstation besteht. Alle OneWeb-Satelliten fungieren als Transponder. Deshalb beschränkt sich die Netzabdeckung des OneWeb-Satellitennetzwerks auf Landgebiete und küstennahe Gewässer. Vor der Nutzung des OneWeb-Satellitennetzwerks sollte stets die aktuelle Versorgungskarte des Anbieters konsultiert werden.

## Endgeräte
Mit OneWeb erfolgt der Internetanschluss sowohl für den Downstream wie auch für den Upstream über die Satellitenverbindung. Für OneWeb ist aktuell kein Endgerät für Privatkunden erhältlich. Inzwischen wurde jedoch ein kommerzieller Betrieb im maritimen Bereich aufgenommen (Stand März 2024).

## Satelliten
Die Satelliten wiegen je 147,5 kg und haben eine geplante Lebensdauer von fünf Jahren. Beim Start im Februar 2020 sollten sie auf einem kreisförmigen Orbit in einer Höhe von 450 km und mit einer Bahnneigung von 87,4° ausgesetzt werden und nach Funktionstests mit ihrem Xenon-Ionenantrieb den Zielorbit in 1200 km Höhe erreichen.
Geplant sind drei Orbitalebenen mit insgesamt 6.372 Satelliten.
| Anzahl Orbitalebenen | Anzahl Satelliten | Bahnneigung | Satelliten insgesamt |
| -------------------- | ----------------- | ----------- | -------------------- |
| 36                   | 49                | 87,9°       | 1.764                |
| 32                   | 72                | 40°         | 2.304                |
| 32                   | 72                | 55°         | 2.304                |

### Satellitenstarts
Dies ist eine vollständige Liste der OneWeb-Starts, Stand: 10. November 2024
| Lfd. Nr. | Datum (UTC)        | Rakete           | Startplatz   | Satelliten | Anmerkungen |
| -------- | ------------------ | ---------------- | ------------ | ---------- | ----------- |
| 01       | 27. Februar 2019   | Sojus ST-B       | CSG          | 6          | Erfolg      |
| 02       | 06. Februar 2020   | Sojus-2.1b       | Baikonur     | 34         | Erfolg      |
| 03       | 21. März 2020      | Sojus-2.1b       | Baikonur     | 34         | Erfolg      |
| 04       | 18. Dezember 2020  | Sojus-2.1b       | Wostotschny  | 36         | Erfolg      |
| 05       | 25. März 2021      | Sojus-2.1b       | Wostotschny  | 36         | Erfolg      |
| 06       | 25. April 2021     | Sojus-2.1b       | Wostotschny  | 36         | Erfolg      |
| 07       | 28. Mai 2021       | Sojus-2.1b       | Wostotschny  | 36         | Erfolg      |
| 08       | 01. Juli 2021      | Sojus-2.1b       | Wostotschny  | 36         | Erfolg      |
| 09       | 21. August 2021    | Sojus-2.1b       | Baikonur     | 34         | Erfolg      |
| 10       | 14. September 2021 | Sojus-2.1b       | Baikonur     | 34         | Erfolg      |
| 11       | 15. Oktober 2021   | Sojus-2.1b       | Wostotschny  | 36         | Erfolg      |
| 12       | 27. Dezember 2021  | Sojus-2.1b       | Baikonur     | 36         | Erfolg      |
| 13       | 10. Februar 2022   | Sojus ST-B       | CSG          | 34         | Erfolg      |
| 14       | 22. Oktober 2022   | GSLV Mk III      | Sriharikota  | 36         | Erfolg      |
| 15       | 08. Dezember 2022  | Falcon 9 Block 5 | KSC LC-39A   | 40         | Erfolg      |
| 16       | 10. Januar 2023    | Falcon 9 Block 5 | CCSFS SLC-40 | 40         | Erfolg      |
| 17       | 09. März 2023      | Falcon 9 Block 5 | CCSFS SLC-40 | 40         | Erfolg      |
| 18       | 26. März 2023      | GSLV Mk III      | Sriharikota  | 36         | Erfolg      |
| 19       | 20. Mai 2023       | Falcon 9 Block 5 | VSFB 4E      | 16         | Erfolg      |
| 20       | 20. Oktober 2024   | Falcon 9 Block 5 | VSFB 4E      | 20         | Erfolg      |